# Улица Октябрьской Революции (Екатеринбург)
У́лица Октя́брьской Револю́ции (до 1919 года — Коробко́вская улица) расположена между улицами Челюскинцев и Боевых Дружин в Центральном жилом районе Екатеринбурга (Верх-Исетский административный район). Протяженность улицы с северо-запада на юго-восток составляет около 350 м. Современное название было дано улице в память об Октябрьской революции 1917 года.

## История
Улица Коробковская (ныне Октябрьской революции) — одна из самых старых в Екатеринбурге. Первые сведения о ней относятся к концу XVIII века. В первой половине XIX века она появилась в генплане Екатеринбурга, разработанном архитектором Михаилом Малаховым. До революции улица состояла из 49 дворов. На ней было 37 промысловых заведений, которые предлагали 22 вида услуг. Ближе к площади жили люди высокого статуса и достатка — статские советники и чиновники из Уральского горного управления. Многие состоятельные люди выбирали Коробковскую из-за удобства — она выходила к Кафедральному собору, главной торговой площади и Гостиному двору, рядом были банки, училища, гимназия, больница, удобный выезд на Московский тракт и выход на берег реки Исети. Подальше от центра селились купцы средней руки, ремесленники, владельцы небольших мануфактур, камнерезы, живописцы, столяры, ювелиры, работники мастерских и кондитерских.
Свое историческое название — Коробковская — улица получила в честь дома купцов Коробковых, расположенного на площади 1905 года.
Дом купцов Коробковых — единственная из дореволюционных построек, которая сохранилась на близком к центру отрезке бывшей Коробковской улицы (ныне часть улицы Вайнера). Детальных сведений о других людях, живших на нем, почти нет. Хотя известно, что в первой половине XX века там жил и работал известный горщик (специалист по добыче драгоценных и цветных камней) Данила Кондратьевич Зверев, который считается прообразом Данилы-мастера в сказах Павла Бажова.
В 1960-е годы застройка улицы имела нумерацию № 1—39 (нечётная сторона), 2—58 (чётная). На 2010 год на улице сохранилось лишь несколько домов (№ 31, 32, 33а, 35, 36, 38, 40, 52, 52а, 52б) в разной степени сохранности. Северную часть улицы (в центральной её части) занимает огороженный забором пустырь, на месте которого планируется построить ряд объектов Екатеринбург-Сити. На месте юго-восточной части улица находится автостоянка. На части улицы сохранилась брусчатная мостовая (см. иллюстрацию).

## Достопримечательности
- Дом № 35 — усадьба Жолобова. Усадьба построена в 1840-1880-е годы и состоит из двухэтажного каменного жилого дома, ворот и ограды, металлического ограждения палисадника и хозяйственных построек (д. № 33а). Усадьба признана объектом культурного наследия[4].
- Дом № 32 — Усадьба Н. П. Ястребова. По размаху сад Ястребова не уступал саду Казанцева. В саду также растет самый старый дуб Екатеринбурга, который был посажен в 1875 году. В 1990-х здесь жил и работал художник Олег Еловой. Еловой создал «Музей простого искусства Урала и Сибири», собрав уникальные по своему содержанию работы, выполненные преимущественно в жанре наивной и примитивной живописи. Также Еловой инициировал конкурсы уральских ювелиров, призванные внести новшества в это ремесло. Сегодня Олег Еловой считается одной из выдающихся персон в современном российском актуальной искусстве.
- Дом № 40 — Усадьба первого на Урале садовода-селекционера Д. И. Казанцева. Усадьба построена в 1913 году, состоит из двухэтажного жилого дома и плодового сада[4]. В 1987 г. дому был присвоен статус памятника истории и культуры Свердловской области.
- Дом № 52 — Усадьба ювелира П. А. Антипина. Построена во второй половине XIX века, состоит из главного дома и флигеля. В этом доме какое-то время жил и работал Данила Кондратьевич Зверев, известный уральский горщик — специалист по добыче самоцветных и цветных камней. Усадьба признана объектом культурного наследия[4].

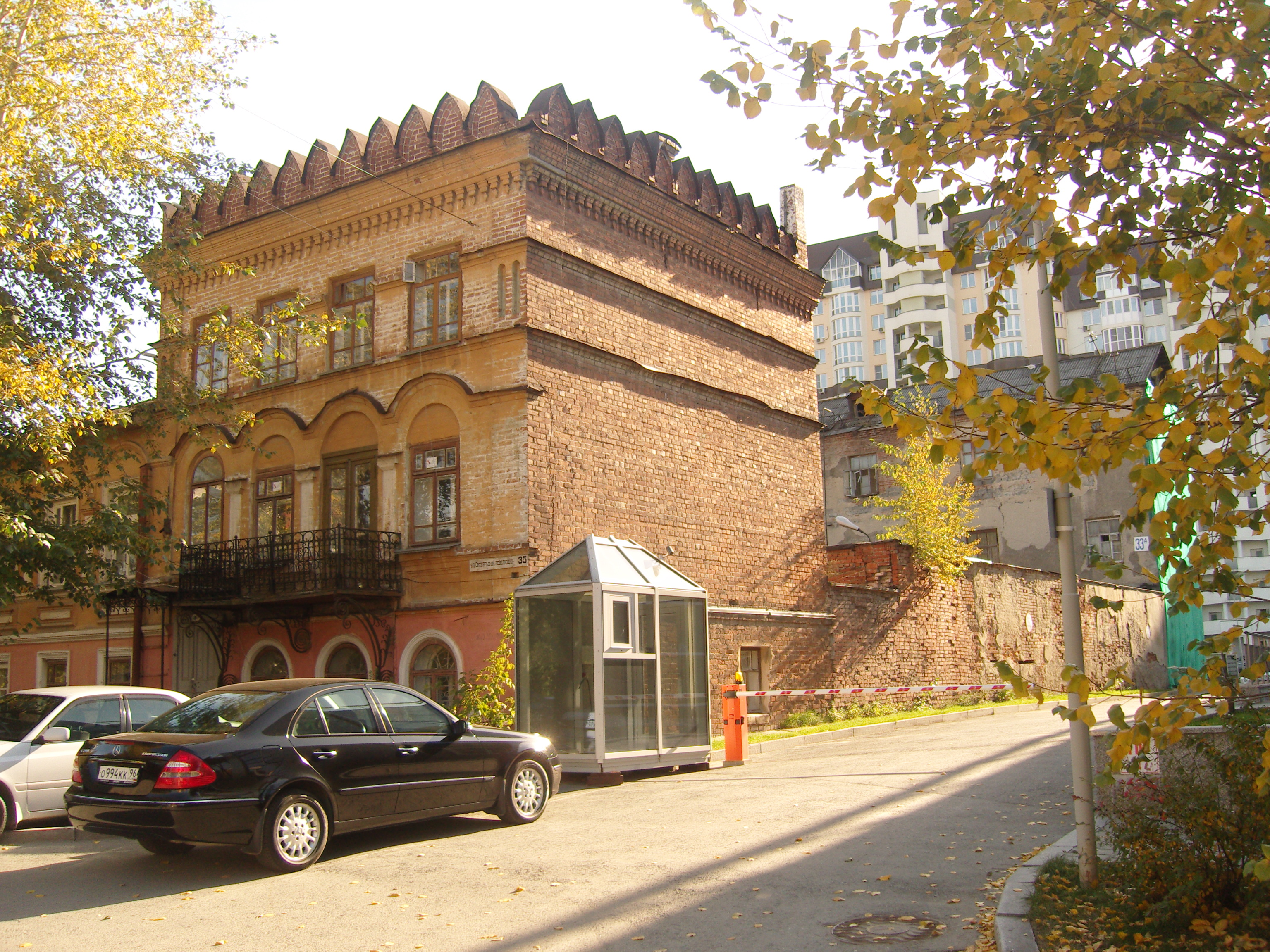
Усадьба Жолобова
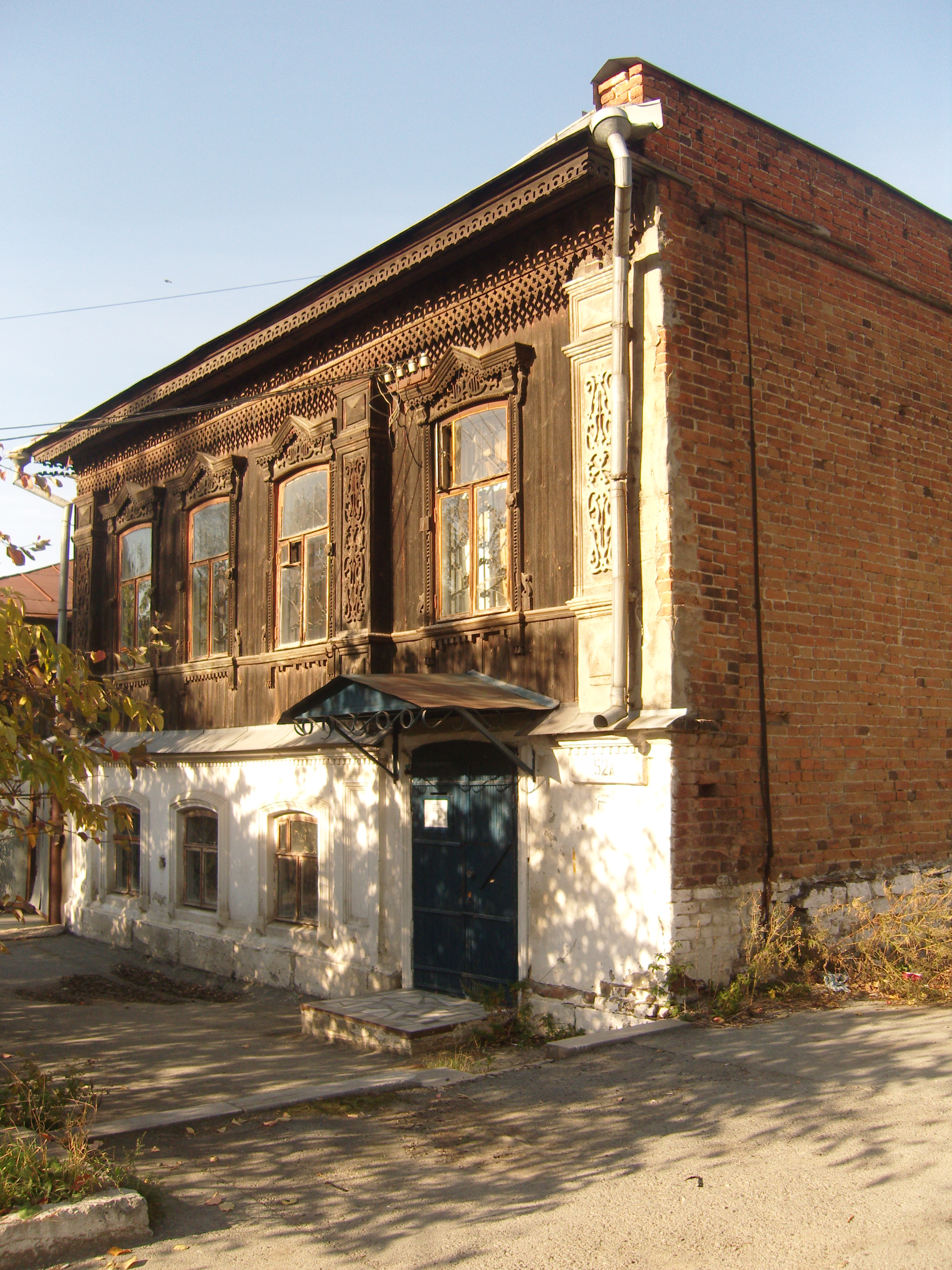
Усадьба Антипина